# Haliscomenobacter hydrossis
Die Bakterienart Haliscomenobacter hydrossis gehört zu der Familie der Saprospiraceae und ist die einzige Art der Gattung Haliscomenobacter.

## Erscheinungsbild
Die Art ist Gram-negativ. Es handelt sich um dünne Stäbchen im Bereich von 0,4 bis 0,5 µm und 3 bis 5 µm. Die Zellen bilden manchmal dünne Fäden mit Abzweigungen, die deutlich kürzer als die Hauptfäden sind. Sie bilden keine Ruhestadien. Geißeln sind nicht vorhanden, es erfolgt keine Bewegung. Gutes Wachstum erfolgt bei Temperaturen von 8 bis 30 °C, optimales Wachstum bei 25 bis 27 °C.

## Wachstum und Stoffwechsel
Die Art ist aerob und chemo-organotroph. Sauerstoff dient als Elektronenakzeptor. Mehrere organische Stoffe können als Energiequelle und für das Wachstum genutzt werden. Hierzu zählen Glucose, Fructose und Stärke. Als Stickstoffquelle können Ammoniumsalze, Nitrat sowie andere organische Stoffe genutzt werden.

## Vorkommen
Haliscomenobacter hydrossis kommt im Süßwasser und Abwasser vor. Starkes Vorkommen im belebten Schlamm der Abwasserreinigungsanlagen der Fleischindustrie, in Sümpfen wurde es in eher kleinen Mengen gefunden.

## Systematik
Die Art wurde ursprünglich von Walter Migula in 1895 als Streptothrix hyalina beschrieben. Sie ist die einzige Art der Gattung Haliscomenobacter. Die Familie der Saprospiraceae, wozu die Art gestellt wird, zählt zu der Abteilung der Bacteroidetes.